# کوموندور
کوموندور (مجاری: Komondor) یک نژاد سگ نگهبان مجاری است که ابتدا توسط کومان‌ها به اروپا آورده شد. قدیمی‌ترین اشاره به این سگ در یک دفترنامه مجار متعلق به سال ۱۵۴۴ است. این نژاد تحت حفاظت یکی از نمادهای ملی مجارستان است.
به خاطر نوع خاص مویش به آن «سگ کف‌شوی» نیز اطلاق می‌شود.

## یادداشت
1. ↑  کُ مُ دُ